# Camelot Chasma
Il Camelot Chasma è una formazione geologica della superficie di Mimante.
Prende il nome da Camelot, leggendaria fortezza di re Artù.